# Ostrogradskijfjella
 (novembre 2020).
Ostrogradskijfjella est une montagne norvégienne située sur l'île du Spitzberg au Svalbard. 
Elle est située sur la terre de Sørkapp et marque la frontière comme le glacier Hornbreen avec la terre de Torell.
La montagne a été nommée en l'honneur du physicien et mathématicien russe Mikhaïl Ostrogradski.